# باتريك بوغير
باتريك بوغير (بالسويدية: Patrick Bogere)‏ (مواليد 14 ديسمبر 1981) هو ملاكم سويدي، مثّل بلاده في الألعاب الأولمبية الصيفية 2004.

## روابط خارجية
باتريك بوغير على موقع بوكس ريك (الإنجليزية) (registration required)
- باتريك بوغير على موقع أوليمبيديا (الإنجليزية)
- باتريك بوغير على موقع اللجنة الأولمبية السويدية (السويدية)